# Екстракт
Екстра́кт або ви́тяжка (лат. extractum) — рідка лікарська форма, концентрований витяг із лікарської рослинної сировини або сировини тваринного походження, що являє собою рухомі, в'язкі рідини або сухі маси.
У медицині термін «екстракт» означає лікарську форму, приготовлену за допомогою екстрагування. Екстрагентами можуть бути вода, спирти, ефір, вуглекислота (та інші речовини у надкритичному стані), відповідно екстракти поділяють на водні, спиртові, ефірні, CO2-екстракти та інші.

## Види
Розрізняють:
- рідкі екстракти (рухливі рідини);
- густі екстракти (в'язкі маси з вмістом вологи не більше 25 %);
- сухі екстракти (сипучі маси з вмістом вологи не більше 5 %).

## Екстракція
Процес приготування екстракту називають екстракцією або екстрагуванням.
У виробництві густих і сухих екстрактів для отримання витягів з сировини використовують різні способи:
1. ремацерацію і її варіанти;
2. перколяцію;
3. реперколяцію;
4. циркуляційне екстрагування;
5. противоточного екстрагування в батареї перколятора з циркуляційним перемішуванням;
6. безперервне противоточного екстрагування з переміщенням сировини і екстрагента, а також інші методи, що включають подрібнення сировини в середовищі екстрагента; вихрову екстракцію; екстракцію з використанням електромагнітних коливань, ультразвуку, електричних розрядів, електроплазмолізу, електродіалізу та ін.

## Холодна витяжка, або мацерат
Холодна витяжка готується з лікарських рослин, до складу яких входить велика кількість слизовидних компонентів, що мають підвищену чутливість до теплової обробки.
Для приготування мацерату сировину заливають холодною водою (15-200C) та настоюють впродовж тривалого часу (типово — 7 днів).